# Rebekka Haase
Rebekka Haase (Zschopau, 2 januari 1993) is een Duitse atlete, die gespecialiseerd is in de sprintnummers. Zij is meervoudig Duits kampioene op de 200 m. Ze nam driemaal deel aan de Olympische Spelen en veroverde bij die gelegenheden eenmaal een bronzen medaille op de 4 × 100 m estafette. 

## Loopbaan

### Eerste successen
Haase deed haar eerste internationale ervaring op zeventienjarige leeftijd op bij de Olympische Jeugdspelen van 2010 in Singapore, waar zij op de 100 m tot de finale doordrong om hierin als achtste te eindigen. Een jaar later strandde zij op de Europese jeugdkampioenschappen in Tallinn in de halve finale van de 100 m.
Haar doorbraak volgde in 2014, toen Haase zowel indoor als outdoor de Duitse nationale titels op de 200 m veroverde. Op de Europese kampioenschappen in Zürich nam zij echter weer deel aan de 100 m waarop zij, net als enkele jaren eerder in Tallinn, niet verder kwam dan de halve finale. Op de 4 × 100 m estafette haalde het Duitse viertal vervolgens in haar serie de eindstreep niet, doordat de wissel tussen Haase en ploeggenote Tatjana Pinto mislukte.

### Sprintkoningin
Het jaar 2015 vormde een hoogtepunt in de carrière van Rebekka Haase. Niet alleen prolongeerde zij haar beide nationale titels op de 200 m, daarnaast veroverde ze ook drie gouden medailles op de EK U23 in Tallinn, waarmee zij zich tot sprintkoningin van het toernooi kroonde. Op de wereldkampioenschappen in Peking ten slotte finishte zij op de 4 × 100 m estafette samen met Alexandra Burghardt, Gina Lückenkemper en Verena Sailer als vijfde in 42,64 s.

### 2016: Estafette-hoogtepunten
In 2016 begon Haase goed met een tweede plaats op de 60 m achter Pinto en de derde titel op rij op de 200 m tijdens de Duitse indoorkampioenschappen. Vroeg in het buitenseizoen slaagde zij er vervolgens in om zich zowel voor de 100 als de 200 m te kwalificeren voor de EK in Amsterdam. Daar veroverde ze op de 4 × 100 m estafette, tezamen met Tatjana Pinto, Lisa Mayer en Gina Lückenkemper, in 42,48 de bronzen medaille achter de teams van Nederland (goud in 42,04) en Groot-Brittannië (zilver in 42,45). Eerder was zij op de 100 m niet verder gekomen dan de halve finale.
Die derde plaats werd gevolgd door een vierde op de Olympische Spelen in Rio. Hetzelfde viertal als in Amsterdam kwam nu tot 42,10, maar zag de erepodiumplaatsen gaan naar de teams van de Verenigde Staten (goud in 41,01), Jamaica (zilver in 41,36) en Groot-Brittannië (brons in 41,77). Op de individuele 100 m was Haase niet verder gekomen dan haar serie.

### Successen in 2017
In 2017 kwam Haase weldra tot enkele goede indoorprestaties; binnen enkele weken verbeterde zij een drietal PR’s. Eind januari kwam zij bij avondwedstrijden in Erfurt tot 7,14 op de 60 m, waarmee zij zich kwalificeerde voor de Europese indoorkampioenschappen in Belgrado. Bij diezelfde gelegenheid liep zij de incourante 300 m in 36,92 en ook dat was een PR. Enkele weken later, bij de Duitse indoorkampioenschappen, veroverde zij op de 200 m haar vierde nationale titel op rij. Met haar winnende tijd van 22,77 scoorde zij haar derde PR en liep zij die afstand voor het eerst in haar carrière binnen de 23 seconden. Bij de EK indoor in Belgrado, begin maart, evenaarde zij op de 60 m in haar serie haar PR van 7,14 en wist zij de finale te bereiken, waarin zij in 7,21 als achtste finishte.
Anderhalve maand later stonden ter opening van het baanseizoen de IAAF World Relays in Jamaica op het programma. Haase had hier in estafetteverband twee jaar eerder al eens een bronzen medaille weggehaald en voegde daar ditmaal goud en zilver aan toe. Op de 4 × 100 m estafette snelde zij, samen met Burghardt, Mayer en Pinto, in 42,84 naar de overwinning, terwijl op de 4 × 200 m estafette het Duitse viertal, bestaande uit Lara Matheis, Pinto, Haase en Lückenkemper, slechts aan het Jamaicaanse team, met onder meer wereldkampioene 100 m Elaine Thompson in de gelederen, voorrang hoefde te verlenen. 
Later dat seizoen, op de wereldkampioenschappen in Londen, waren het op de 4 × 100 m estafette dezelfde teams als een jaar eerder in Rio de Janeiro, zij het in een iets andere volgorde, die de vier Duitse sprintsters van het erepodium weghielden. Hetzelfde viertal als in Amsterdam en Rio werd ditmaal vierde in 42,36. Op de individuele 200 m was Haase eerder in de halve finale gestrand. Een tijd in de 22 seconden was hiervoor noodzakelijk geweest en dat lukte haar, nadat zij eerder in haar serie 22,99 had gerealiseerd, ditmaal net niet.

### Training en privé
Haase traint bij LV 90 Erzgebirge en studeert psychologie aan de TU Chemnitz.

## Titels
- World Relays kampioene 4 × 100 m - 2017
- Europees kampioene 4 × 100 m - 2022
- Duits kampioene 200 m - 2014, 2015, 2022
- Duits indoorkampioene 60 m - 2024
- Duits indoorkampioene 200 m - 2014, 2015, 2016, 2017, 2019, 2024
- Europees kampioene U23 100 m - 2015
- Europees kampioene U23 200 m - 2015
- Europees kampioene U23 4 × 100 m - 2015

## Persoonlijke records
Outdoor
| Onderdeel | Prestatie          | Datum        | Plaats             |
| --------- | ------------------ | ------------ | ------------------ |
| 100 m     | 11,06 s (+1,8 m/s) | 25 mei 2017  | Zeulenroda-Triebes |
| 200 m     | 22,76 s (+1,1 m/s) | 18 juni 2017 | Stockholm          |

Indoor
| Onderdeel | Prestatie | Datum            | Plaats  |
| --------- | --------- | ---------------- | ------- |
| 60 m      | 7,14 s    | 27 januari 2017  | Erfurt  |
| 200 m     | 22,77 s   | 19 februari 2017 | Leipzig |
| 300 m     | 36,92 s   | 27 januari 2017  | Erfurt  |

## Palmares

### 60 m
- 2016:  Duitse indoorkamp. - 7,20 s
- 2017:  Duitse indoorkamp. - 7,16 s
- 2017: 8e EK indoor - 7,21 s (in serie 7,14 s)

### 100 m
- 2010: 8e Olympische Jeugdspelen - 12,08 s (in serie 11,90 s)
- 2011: 6e in ½ fin. EK U20 - 12,04 s (-0,5 m/s) (in serie 12,01 s)
- 2014: 5e in ½ fin. EK - 11,52 s (-1,9 m/s) (in serie 11,35 s)
- 2015:  EK U23 - 11,47 s
- 2016: 3e in ½ fin. EK - 11,46 s (in serie 11,23 s)
- 2016: 5e in serie OS - 11,47 s (-0,2 m/s)
- 2017:  Duitse kamp. - 11,22 s (-0,7 m/s)

### 200 m
- 2014:  Duitse indoorkamp. - 23,17 s
- 2014:  Duitse kamp. - 23,24 s (-0,1 m/s)
- 2015:  Duitse indoorkamp. - 23,1 s
- 2015:  Duitse kamp. - 22,95 s (+1,0 m/s)
- 2015:  EK U23 - 23,16 s
- 2016:  Duitse indoorkamp. - 23,10 s
- 2017:  Duitse indoorkamp. - 22,77 s
- 2017:  Duitse kamp. - 22,88 s (-0,8 m/s)
- 2017: 4e in ½ fin. WK - 23,03 s (-0,2 m/s) (in serie 22,99 s)

### 4 × 100 m
- 2014: DNF in serie EK
- 2015:  EK U23 – 43,47 s
- 2015: 5e WK – 42,64 s
- 2016:  EK – 42,48 s
- 2016: 4e OS – 42,10 s
- 2017:  IAAF World Relays – 42,84 s
- 2017: 4e WK – 42,36 s
- 2018:  EK – 42,23 s
- 2021: 5e OS – 42,12 s (in serie 42,00 s)
- 2022:  EK – 42,34 s
- 2024: 4e EK – 42,61 s
- 2024:  OS – 41,97 s

### 4 × 200 m
- 2015:  IAAF World Relays - 1.33,61
- 2017:  IAAF World Relays - 1.30,68